# A Cappella (musikalbum)
A Cappella är ett album av den amerikanska musikern Todd Rundgren, utgivet 1985. Albumet hör till Rundgrens märkligare skapelser, då all musik är skapad från Rundgrens egen röst, överdubbad och manipulerad på elektronisk väg för att efterlikna olika instrument, handklappningar etc. Samtidigt hör det till hans mer lättillgängliga album musikaliskt.
Det nådde 128:e plats på Billboards albumlista.

## Låtlista
Samtliga låtar skrivna av Todd Rundgren, om annat inte anges.
1. "Blue Orpheus" - 5:03
2. "Johnee Jingo" - 3:49
3. "Pretending to Care" - 3:42
4. "Hodja" - 3:21
5. "Lost Horizon" - 4:55
6. "Something to Fall Back On" - 4:12
7. "Miracle in the Bazaar" - 4:10
8. "Lockjaw" - 3:54
9. "Honest Work" - 2:38
10. "Mighty Love" (Bruce Hawes, Joseph B. Jefferson, Charles Simmons) - 3:38